# Paraliochthonius canariensis
Paraliochthonius canariensis es una especie de arácnido  del orden Pseudoscorpionida de la familia Chthoniidae.

## Distribución geográfica
Se encuentra en las islas Canarias (España).